# Discografia de Nicole Scherzinger
A discografia de Nicole Scherzinger, uma cantora americana, consiste em dois álbuns de estúdio e vinte e oito singles (incluindo dez como artista de destaque, um single promocional e três singles de caridade). Ela ganhou proeminência no início dos anos 2000 como membro do extinto girl-group Eden's Crush e depois foi escalada como a vocalista das Pussycat Dolls, um grupo de gravação inspirado em uma trupe burlesca. Ela vendeu mais de 50 milhões de discos como artista solo e como membro das Pussycat Dolls.
Durante o hiato das Pussycat Dolls, Scherzinger planejava lançar seu álbum de estréia, Her Name Is Nicole em 2007. Depois de dois anos de lançamentos e quatro singles -"Whatever U Like", Baby Love", "Supervillain" e "Puakenikeni" - não causaram nenhum impacto significativo nas paradas da Billboard, levaram Scherzinger a cancelar o projeto e voltou seu foco para as Pussycat Dolls. Em 2009, Scherzinger colaborou com A. R. Rahman em uma versão pop de "Jai Ho", intitulado "Jai Ho! (You Are My Destiny); a canção foi um sucesso mundial, alcançando o número um em 17 países, incluindo na Austrália.
Após a dissolução do grupo, Scherzinger lançou seu primeiro álbum de estúdio, Killer Love (2011). Um sucesso moderado, o álbum estreou no número 8 na UK Albums Chart e produziu os singles "Poison", Don't Hold Your Breath", "Right There", "Wet" e "Try with Me", que foi incluído na reedição. O segundo single "Don't Hold Your Breath" ficou no topo da UK Singles Chart, enquanto o terceiro single "Right There" tornou-se o single de maior sucesso da cantora no  Billboard  Hot 100 como artista solo. O segundo álbum de estúdio de Scherzinger,Big Fat Lie, foi lançado pela RCA Records em outubro de 2014, e extraiu os singles "Your Love", "Run" e "On the Rocks".

## Álbuns

### Álbuns de estúdio
| Título                                                                         | Detalhes                                                                                  | Melhores posições | Melhores posições | Melhores posições | Melhores posições | Melhores posições | Melhores posições | Melhores posições | Melhores posições | Melhores posições | Melhores posições | Vendas      | Certificações |
| Título                                                                         | Detalhes                                                                                  | AUS               | BEL (FL)          | BEL (VA)          | FRA               | ALE               | IRL               | NZL               | NZ                | SUI               | RU                | Vendas      | Certificações |
| ------------------------------------------------------------------------------ | ----------------------------------------------------------------------------------------- | ----------------- | ----------------- | ----------------- | ----------------- | ----------------- | ----------------- | ----------------- | ----------------- | ----------------- | ----------------- | ----------- | ------------- |
| Killer Love                                                                    | - Lançamento: 23 de março de 2011 - Gravadora: Interscope - Formato: CD, download digital | 26                | 52                | 61                | 57                | 85                | 14                | 34                | 55                | 66                | 8                 | - : 140.000 | - BPI: Ouro   |
| Big Fat Lie                                                                    | - Lançamento: 17 de outubro de 2014 - Gravadora: RCA - Formato: CD, download digital      | —                 | —                 | 156               | 108               | —                 | 39                | —                 | —                 | 95                | 17                | - : 20.000  |               |
| "—" denota títulos que não entraram nas paradas ou não foram lançados no país. |                                                                                           |                   |                   |                   |                   |                   |                   |                   |                   |                   |                   |             |               |

## Singles

### Como artista principal
| "Whatever U Like" (com participação de T.I.)                                     | 2007 | 104 | —  | —  | 57 | —  | —  | —  | —  | —  | —  |                                              | Não adicionado à nenhum álbum |
| "Supervillain"                                                                   | 2007 | —   | —  | —  | —  | —  | —  | —  | —  | —  | —  |                                              | Não adicionado à nenhum álbum |
| "Puakenikeni"                                                                    | 2007 | —   | —  | —  | —  | —  | —  | —  | —  | —  | —  |                                              | Não adicionado à nenhum álbum |
| "Baby Love" (part. will.i.am)                                                    | 2007 | 108 | 58 | 21 | —  | —  | 15 | 56 | —  | 14 | 14 |                                              | Não adicionado à nenhum álbum |
| "Poison"                                                                         | 2010 | —   | —  | —  | —  | —  | 7  | —  | —  | —  | 3  | - BPI: Prata                                 | Killer Love                   |
| "Don't Hold Your Breath"                                                         | 2011 | 86  | 17 | 65 | 70 | 45 | 4  | 44 | 21 | 62 | 1  | - ARIA: 2× Platina - BPI: Ouro               | Killer Love                   |
| "Right There" (part. 50 Cent)                                                    | 2011 | 39  | 8  | —  | 44 | —  | 7  | —  | 7  | —  | 3  | - RIAA: Ouro - ARIA: 2× Platina - BPI: Prata | Killer Love                   |
| "Wet"                                                                            | 2011 | —   | 34 | —  | —  | —  | 10 | —  | —  | —  | 21 |                                              | Killer Love                   |
| "Try with Me"                                                                    | 2011 | —   | —  | —  | —  | —  | 29 | —  | —  | —  | 18 |                                              | Killer Love                   |
| "Boomerang"                                                                      | 2013 | —   | —  | —  | —  | —  | 9  | —  | —  | —  | 6  |                                              | Não adicionado à nenhum álbum |
| "Your Love"                                                                      | 2014 | —   | 51 | —  | —  | 22 | 30 | —  | —  | 67 | 6  | • BPI: Prata                                 | Big Fat Lie                   |
| "Run"                                                                            | 2014 | —   | —  | —  | —  | —  | 63 | —  | —  | —  | 46 |                                              | Big Fat Lie                   |
| "On the Rocks"                                                                   | 2014 | —   | —  | —  | —  | —  | —  | —  | —  | —  | 90 |                                              | Big Fat Lie                   |
| "—" denota um título que não tenha entrado na tabela musical do respectivo país. |      |     |    |    |    |    |    |    |    |    |    |                                              |                               |

### Como artista convidada
| "Lie About Us" (Myron Avant part. Nicole Scherzinger)                                       | 2006 | —  | —  | —  | —  | —  | —  | —  | —  | —  | 76 |                                                             | Director                      |
| "You Are My Miracle" (Vittorio Grigolo part. Nicole Scherzinger)                            | 2006 | —  | —  | —  | —  | —  | —  | —  | —  | —  | —  |                                                             | Vittorio                      |
| "Come to Me" (Diddy part. Nicole Scherzinger)                                               | 2006 | 9  | 11 | —  | 9  | 15 | 17 | 25 | 44 | 3  | 4  | - BVMI: Ouro                                                | Press Play                    |
| "Scream" (Timbaland part. Keri Hilson e Nicole Scherzinger)                                 | 2007 | —  | 20 | 41 | 9  | 16 | —  | 9  | 8  | 45 | 12 |                                                             | Shock Value                   |
| "Jai Ho! (You Are My Destiny)" (A. R. Rahman e The Pussycat Dolls part. Nicole Scherzinger) | 2009 | 15 | 1  | 4  | 29 | 3  | 2  | 2  | 40 | 18 | 3  | - ARIA: Platina - RMNZ: Platina - BPI: Platina              | Doll Domination               |
| "Heartbeat" (Enrique Iglesias part. Nicole Scherzinger)                                     | 2010 | —  | 5  | 72 | —  | 33 | 11 | 7  | 52 | —  | 8  | - ARIA: 2× Platina - : FIMI: Ouro - RMNZ: Ouro - BPI: Prata | Euphoria                      |
| "Coconut Tree" (Mohombi part. Nicole Scherzinger)                                           | 2011 | —  | —  | 80 | —  | 75 | —  | —  | 8  | —  | —  | - GLF: Platina                                              | MoveMeant                     |
| "Out This Club" (Rudie Classic part. R. Kelly, Polow Da Don & Nicole Scherzinger)           | 2011 | —  | —  | —  | —  | —  | —  | —  | —  | —  | —  |                                                             | Não adicionado à nenhum álbum |
| "Fino all'estasi" / "Hasta el éxtasis" (Eros Ramazzotti part. Nicole Scherzinger)           | 2013 | —  | —  | —  | —  | —  | 20 | —  | —  | —  | —  | - FIMI: Ouro                                                | Noi / Somos                   |
| "Missing You" (Alex Gaudino part. Nicole Scherzinger)                                       | 2013 | —  | —  | —  | —  | —  | —  | —  | —  | —  | —  |                                                             | Não adicionado à nenhum álbum |
| "Wings" " (The Black Eyed Peas part. Nicole Scherzinger)                                    | 2018 | —  | —  | —  | —  | —  | —  | —  | —  | —  | —  |                                                             | Masters of the Sun Vol. 1     |
| "—" denota títulos que não entraram nas paradas ou não foram lançados no país.              |      |    |    |    |    |    |    |    |    |    |    |                                                             |                               |

### Singles de caridade
| "We Are the World 25 for Haiti" (com Artistas pelo Haiti)                      | 2010 | 2 | 18 | 7 | —  | —  | 10 | 5 | 5 | —  | 50 |
| "Love Song to the Earth" (Vários Artistas)                                     | 2015 | — | —  | — | —  | 64 | —  | — | — | —  | —  |
| "#WHEREISTHELOVE" (The Black Eyed Peas part. The World)                        | 2016 | — | 15 | — | 39 | 26 | —  | — | — | 41 | 47 |
| "—" denota títulos que não entraram nas paradas ou não foram lançados no país. |      |   |    |   |    |    |    |   |   |    |    |

### Singles promocionais
| Título                                                          | Ano  | Posição | Álbum      |
| Título                                                          | Ano  | AUS     | Álbum      |
| --------------------------------------------------------------- | ---- | ------- | ---------- |
| "Hotel Room Service (Remix)" (Pitbull part. Nicole Scherzinger) | 2009 | 58      | Rebelution |

## Outras músicas gravadas
| "Numba 1 (Tide Is High)" (Kardinal Offishall com participação de Nicole Scherzinger)   | 2008 | 47 | — | —   | Not 4 Sale  |                           |
| "Killer Love"                                                                          | 2011 | —  | — | 184 | Killer Love |                           |
| "Where You Are" (com Christopher Jackson, Rachel House, Auli'i Cravalho & Louise Bush) | 2016 | —  | — | —   | Moana       | - RIAA: Ouro - BPI: Prata |
| "—" denota títulos que não entraram nas paradas ou não foram lançados no país.         |      |    |   |     |             |                           |